# ديفيد غيل
ديفيد غيل (بالإنجليزية: David Gale) هو ممثل بريطاني، ولد في 2 أكتوبر 1936 بويمبلدون في المملكة المتحدة، وتوفي في 18 أغسطس 1991 بلوس أنجلوس في الولايات المتحدة.

## أعمال

### أفلام
- (1985) إعادة التنشيط
- (1991) عروس إعادة التنشيط

## وصلات خارجية
- ديفيد غيل على موقع IMDb (الإنجليزية)
- ديفيد غيل على موقع أول موفي (الإنجليزية)
- ديفيد غيل على موقع قاعدة بيانات الفيلم (الإنجليزية)